# 東国寺 (台東区)
東国寺（とうこくじ）は、東京都台東区にある曹洞宗の寺院。

## 歴史
1613年（慶長18年）に開山された。当地には元々薬師堂があったが、ある日、江戸幕府第2代将軍徳川秀忠が鷹狩をした際に、この薬師堂で休憩をとることになった。秀忠は「この堂は寺か、それとも庵か？」と堂守に尋ね、「薬師堂にございます」と答えると、秀忠は「寺にせよ」と命じ、寺を創建することになった。山号の「浅草山」、寺号の「東国寺」は秀忠が命名したものという。
堂守の通天了達は、「上様の御上意」ということもあり、寺の創建に奔走し、大中寺第15世住職独歩秀作を開山として招いて寺を建てた。
当寺の本尊は釈迦如来である。薬師堂にあった薬師如来は、後に大火で焼失している。
1923年（大正12年）の関東大震災で焼失するまで、瓦には菊花紋章が使われていたという。

## 交通アクセス
- 田原町駅より徒歩4分（経路案内）。